# 2545 Verbiest
2545 Verbiest (1933 BB) là một tiểu hành tinh vành đai chính được phát hiện ngày 26 tháng 1 năm 1933 bởi E. Delporte ở Uccle.